# Língua enindhilyagwa
Enindhilyagwa (muitos outros nomes, ver abaixo) é uma língua isolada dentre as línguas aborígenes australianas falada pelo povo Warnindhilyagwa em Groote Eylandt, Golfo de Carpentária no norte da Austrália. Um estudo de 2001 do governo australiano localizou pouco mais de mil falantes da língua, embora tenha havido registro de até 3 mil. Em 2008, a língua foi citada num estudo acerca do fato dos seres humanos terem ou não uma habiidade inata de contar mesmo sem ter palavras para números (Enindhilyagwa não tem).
A língua Enindhilyagwa teria como mais relacionada a Nunggubuyu, falada na área continental mais próxima, mas isso ainda carece de conformação.

## Nomes
Há outros modos de transliterar seu nome
- Andiljangwa
- Andilyaugwa
- Anindilyakwa (Ethnologue)
- Aninhdhilyagwa (Conf. R. M. W. Dixon em Australian Languages)
- Enindiljaugwa
- Enindhilyagwa
- Wanindilyaugwa

Também chamada Groote Eylandt, por sua localização. Outros nomes: Ingura, Yingguru,  Ngandi  [nid], Nunggubuyu [nuy]

## Classificação
Muitas vezes o Enindhilyagwa é agrupado entre as línguas Gunwinyguan, mas o mais aparente é que não tenha relação com nenhuma outra língua da Austrália. Recente classificação das línguas do país feita por Nicholas Evans reduziu a quantidade de famílias linguísticas presents e o Enindhilyagwa ficou isolado.

## Fonologia

### Vogais
As análises das vogais do Enindhilyagwa ainda não foram conclusivas. Stokes (1981) analisou que haveria quarto vogais fonêmicas /i e a u/. Leeding (1989) considera que haja somente duas, /ɨ a/.

### Consoantes
|           | Periférica      | Periférica         | Periférica | Laminal | Laminal  | Apical     | Apical |
| Bilabial  | Velar           | Velar              | Palatal    | Dental  | Alveolar | Retroflexa |        |
| Bilabial  | Não arredondada | Arredondada labial | Palatal    | Dental  | Alveolar | Retroflexa |        |
| --------- | --------------- | ------------------ | ---------- | ------- | -------- | ---------- | ------ |
| Oclusiva  | p               | k                  | kʷ         | c       | t̪        | t          | ʈ      |
| Nasal     | m               | ŋ                  | ŋʷ         | ɲ       | n̪        | n          | ɳ      |
| Lateral   |                 |                    |            | ʎ       | l̪        |            | (ɭ)    |
| Rótica    |                 |                    |            |         |          | r          | ɻ      |
| Semivogal |                 |                    | w          | j       |          |            |        |

Todas palavras do Enindhilyagwa terminam em vogal. Pode haver até três consoantes juntas em algumas palavras.

## Gramática

### Classes de substantivos
Enindhilyagwa tem cinco classes de substantivos, ou gêneros, cada uma marcado por seu prefixo. Todos substantivos nativos têm prefixos de classe, mas palavras de origem externa (outras línguas) podem não ter.
Para pronomes limítrofes, de ligação, há uma classe simples de “macho” que agrupa as classes “macho humano” e “macho não humano”.
- Macho humano
- Macho não-humano
- Fêmea (humana ou não)
- Inanimado "que brilha", prefixo a-.
- Inanimado "que não brilha", prefixo mwa-.

### Numerais
Conforme Stokes a língua tinha tradicionalmente numerais até vinte, porém, depois da introdução do inglês, numerais nessa língua são usados exclusivamente para números acima de cinco.

## Exemplo de texto
A canção a seguir é uma tradução da canção de igreja "This is the day", cantada pelos fiéis locais da comunidade de Angurugu. A transliteração e a tradução requerem melhor confirmação.
| Anindilyakwa | Português |
| --- | --- |
| Mema mamawurra Mema mamawurra Ngumanekburrakama God Narriyekiyerra, Akuwerikilyelyingmajungwuna Narriyekiyerra Mema mamawurra Ngumanekburrakama God Akuwerikilyelyingmajungwuna Mema mamawurra Ngumanekburrakama God | Este dia Este dia Feito por Deus Nós nos rejubilamos e nos alegramos n’Ele Este é o dia feito por Deus Nós nos rejubilamos n’Ele Este dia Feito por Deus |